# Milton Oscarson
Milton Oscarson (né le 18 février 2003 à Örebro en Suède) est un joueur suédois de hockey sur glace. Il évolue à la position d'attaquant.

## Biographie

### Carrière junior
Oscarson commence sa carrière junior avec le Kumla HC en 2015-2016. Il dispute une rencontre avec les moins de 16 ans en Division 1. La saison suivante, il prend part à 14 matchs avec les moins de 16 ans en Division 1.
Il participe au tournoi TV-Pucken en 2017-2018, représentant sa région d'Örebro Län. Disputant six matchs, il ne peut aider son équipe à terminer mieux que la 15e et avant-dernière place. L'année suivante, il reprend part au tournoi et cette fois Örebro termine à la 4e place.
Lors de la saison 2017-2018, il rejoint le Örebro HK et dispute la saison avec le contingent moins de 16 ans, jusqu'à la première phase de groupe de SM. La saison suivante, toujours avec les moins de 16 ans, il parvient jusqu'à la seconde phase de groupe.
La saison 2019-2020 est interrompue par la Pandémie de Covid-19. Avant cela, il parvient à se qualifier pour les séries éliminatoires de l'Allsvenskan avec les moins de 18 ans.
La saison suivante est à nouveau perturbée par la pandémie. Il dispute une rencontre avec les moins de 18 ans en Region. Il prend également par au championnat de J20 Nationell avec les moins de 20 ans. Il dispute 15 rencontres avant l'interruption de la saison.
En 2021-2022, il dispute 25 matchs en J20 Nationell et y récolte 29 points. Avec son équipe, il termine à la 3e place des séries éliminatoires et remporte la médaille de bronze.

### En club
Oscarson commence sa carrière professionnelle avec le Örebro HK en SHL lors de la saison 2020-2021. Il dispute son premier match le 16 février 2021, une victoire 3-2 face  au Skellefteå AIK. Il inscrit son premier point, une passe, le 27 novembre 2021, lors d'une victoire 3-0 face au Djurgården IF.
Il signe une prolongation de contrat avec Örebro le 12 décembre 2021, il accepte une offre de 2 ans.
En prévision du repêchage de 2022, la centrale de recrutement de la LNH le classe au 86e rang des espoirs européens chez les patineurs. Il est repêché par les Blackhawks de Chicago au 167e rang.

### En équipe nationale
Oscarson représente la Suède en moins de 19 ans et moins de 20 ans lors de la saison 2021-2022.

## Statistiques

### En club
| Saison    | Équipe        | Ligue           |                   | Saison régulière  | Saison régulière  | Saison régulière  | Saison régulière  | Saison régulière  |                   | Séries éliminatoires | Séries éliminatoires | Séries éliminatoires | Séries éliminatoires | Séries éliminatoires |
| Saison    | Équipe        | Ligue           | PJ                | B                 | A                 | Pts               | Pun               | PJ                | B                 | A                    | Pts                  | Pun                  |                      |                      |
| 2015-2016 | Kumla HC M16  | J16 Division 1  | 1                 | 0                 | 0                 | 0                 | 2                 | -                 | -                 | -                    | -                    | -                    |                      |                      |
| 2016-2017 | Kumla HC M16  | J16 Division 1  | 14                | 5                 | 4                 | 9                 | 0                 | -                 | -                 | -                    | -                    | -                    |                      |                      |
| 2017-2018 | Örebro HK M16 | J16 Elit        | 27                | 7                 | 11                | 18                | 4                 | 3                 | 1                 | 6                    | 7                    | 0                    |                      |                      |
| 2017-2018 | Örebro HK M16 | J16 SM          | 3                 | 0                 | 1                 | 1                 | 0                 | -                 | -                 | -                    | -                    | -                    |                      |                      |
| 2017-2018 | Örebro Län    | TV-Pucken       | 6                 | 0                 | 0                 | 0                 | 0                 | -                 | -                 | -                    | -                    | -                    |                      |                      |
| 2018-2019 | Örebro HK M16 | J16 Elit        | 19                | 5                 | 14                | 19                | 6                 | -                 | -                 | -                    | -                    | -                    |                      |                      |
| 2018-2019 | Örebro HK M16 | J16 SM          | 6                 | 0                 | 2                 | 2                 | 0                 | -                 | -                 | -                    | -                    | -                    |                      |                      |
| 2018-2019 | Örebro Län    | TV-Pucken       | 11                | 0                 | 0                 | 0                 | 2                 | -                 | -                 | -                    | -                    | -                    |                      |                      |
| 2019-2020 | Örebro HK M18 | J18 Elit        | 22                | 4                 | 3                 | 7                 | 6                 | -                 | -                 | -                    | -                    | -                    |                      |                      |
| 2019-2020 | Örebro HK M18 | J18 Allsvenskan | 18                | 4                 | 1                 | 5                 | 0                 | -                 | -                 | -                    | -                    | -                    |                      |                      |
| 2020-2021 | Örebro HK M18 | J18 Region      | 1                 | 1                 | 0                 | 1                 | 0                 | -                 | -                 | -                    | -                    | -                    |                      |                      |
| 2020-2021 | Örebro HK M18 | J18 Nationell   | 15                | 4                 | 2                 | 6                 | 6                 | -                 | -                 | -                    | -                    | -                    |                      |                      |
| 2020-2021 | Örebro HK M18 | SHL             | 3                 | 0                 | 0                 | 0                 | 2                 | 4                 | 0                 | 0                    | 0                    | 0                    |                      |                      |
| 2021-2022 | Örebro HK M20 | J20 Nationell   | 25                | 11                | 18                | 29                | 18                | 4                 | 2                 | 2                    | 4                    | 2                    |                      |                      |
| 2021-2022 | Örebro HK     | SHL             | 24                | 0                 | 1                 | 1                 | 0                 | 4                 | 0                 | 0                    | 0                    | 0                    |                      |                      |
| 2022-2023 | Örebro HK     | SHL             | 45                | 1                 | 2                 | 3                 | 2                 | 13                | 4                 | 2                    | 6                    | 0                    |                      |                      |
| 2023-2024 | Örebro HK     | SHL             | Saison en cours ? | Saison en cours ? | Saison en cours ? | Saison en cours ? | Saison en cours ? | Saison en cours ? | Saison en cours ? | Saison en cours ?    | Saison en cours ?    | Saison en cours ?    |                      |                      |

### En équipe nationale
| Année     | Équipe    | Compétition   |   | PJ | B | A | Pts | Pun |  | Résultat |
| 2021-2022 | Suède M19 | International | - | -  | - | - | -   |     |  |          |
| 2021-2022 | Suède M20 | International | 3 | 0  | 0 | 0 | 0   |     |  |          |

## Trophées et honneurs personnels

### J20 Nationell
- 2021-2022 : médaille de bronze avec le Örebro HK.